# Burkhard Leberecht Behrisch
Burkhard Leberecht Behrisch (auch: Burckhardt Leberecht Behrisch) (* 12. Januar 1682 in Untergreißlau; † 2. September 1750 in Dresden) war ein deutscher Jurist und Bürgermeister.

## Leben
Burkhardt Leberecht Behrisch entstammte der Gelehrtenfamilie Behrisch. Sein Großvater Christian Behrisch (1610–1684) war Justizrat und Erb-, Lehn- und Gerichtsherr auf Untergreißlau. Sein Urgroßvater Johannes Behrisch war anfangs Schulverwalter der Fürstenschule in Grimma und später Amtsgeleitmann in Weißenfels und dessen Vater Hannß Behrisch (der Ältere) (1548–1616) war Oberzeugschreiber am Dresdner Hof des Kurfürsten Christian I.
Burkhardt Leberecht Behrisch war der zweitälteste Sohn des Rechtsgelehrten, Ratsherrn und Syndikus von Dresden, Hieronymus Gottfried Behrisch, Herr auf Untergreißlau und dessen Ehefrau Rahel Sophie Jünger (* 24. April 1654 in Dresden; † 19. Oktober 1694 ebenda), die Tochter des Dresdner Bürgermeisters Franz Jünger. Er hatte noch neun weitere Geschwister:
- Sophie Gertraud Behrisch (1676–1721). Sie heiratete den Kauf- und Handelsmann David Andreas Schäffer († 1709), welcher 1698 das Handelsgeschäft von Johann Sigismund Küffner übernahm.
- Hieronymus Albrecht Behrisch (1677– vor 1694),
- Rachel Elisabeth Behrisch (1679–1701). Sie heiratete den Theologen Georg Friedrich Schröer (1663–1739) im Februar 1700  und verstarb frühzeitig nach der Geburt ihrer beiden Söhne, Georg Friedrich Schröer (d. J.), einem späteren Doktor der Rechte und Advokat in Dresden und Hieronymus Gottfried Schröer, einem Pastor.
- Carl Behrisch (1683– vor 1694),
- Friedrich Behrisch (* 1684), 1726 als Handelsmann verzeichnet,
- Johanna Behrisch (1686– vor 1694),
- Anne Hedwig Behrisch (1688– vor 1694),
- Heinrich Behrisch (1690– vor 1694) und
- Johann Leberecht Behrisch (1694– vor 1726).

Nachdem sein Vater am 27. August 1696 mit Johanna Emilia geb. von Hantzschmann (* unbekannt; † 1. April 1726 in Volkersdorf bei Radeburg), Tochter des George von Hantzschmann (ehemaliger kaiserlicher Hauptmann) ein zweites Mal verheiratet war, hatte er noch vier Halbgeschwister:
- Johanne Sophie Behrisch (1697–1697),
- Wolf Albrecht Behrisch (1698–1771), studierte Rechtswissenschaften und wurde Doktor beider Rechte.
- Christian Gottfried Behrisch (* 1699), studierte Medizin, wurde Dr. med. und Inspektor der königlichen Anatomiekammer (die Kammer enthielt Skelette von Menschen und Tieren).
- Gabriel Gottlob Behrisch (* 1701), studierte Philosophie und wurde Magister der Philosophie.

Burkhard Leberecht Behrisch besuchte vom 14. Juli 1696 bis zum 1. Mai 1699 als Schüler die Fürstenschule Schulpforta bei Naumburg. Danach studierte er Rechtswissenschaften an der Universität Leipzig und wurde Doktor der Rechte.
1707 wurde er in den Stadtrat von Dresden als Stadtsyndikus gewählt. 1726 war er als Ratsmitglied Stadtkämmerer in Dresden und 1733 wurde er vom Rat zu einem der drei Bürgermeister ernannt, wobei er zuerst das Amt des sogenannten „beisitzenden Konsuls“ innehatte. Spätestens ab 1738 war Behrisch auch regierender Bürgermeister. Er hatte das Amt des Bürgermeisters bis zu seinem Tod inne.
Burkhardt Leberecht Behrisch heiratete am 5. Mai 1715 Rahel Hedwig Landsberger (* ~1686 in Dresden; † 23. Oktober 1769 ebenda), die Tochter des Dresdner Hofkaufmanns und Ratsherrn Johann Friedrich Landsberger (1649–1711), der in Dresden vor über 300 Jahren, im Jahr 1709 die erste öffentliche Sänftenanstalt gründete.
Er wohnte ab 1685 nach einem verheerenden Brand in der wieder neu errichteten königlichen Neustadt. Außerdem war er als Erbe auf Untergreißlau sowie als Gutsherr in Striesen noch Gutsbesitzer.
Seine Ehefrau und er stifteten Legate für die sogenannte „Behrisch’sche Freischreibeschule“, eine Armenschule für 25 Schüler. Kurz vor seinem Tod stiftete er noch ein Stipendium für Verwandte, die seinen Namen tragen; die Vergabe lag beim Stadtrat in Dresden.

## Ehrungen
Nach ihm wurde die Behrischstraße in Dresden-Striesen benannt.